# Bacharelato
O bacharelato (português europeu) ou bacharelado (português brasileiro) é um grau académico com diferentes características conforme a época e o país. O titular de um bacharelato é designado bacharel ou bacharela.
Tradicionalmente, até ao século XIX, o grau de bacharel era concedido aos estudantes que concluíam com aproveitamento todas as cadeiras de um curso superior numa universidade. Para obterem o grau seguinte — o de licenciado — necessitavam de apresentar e defender uma tese com sucesso.
Hoje em dia, na maioria dos países onde existe, o bacharelato corresponde ao grau obtido após a conclusão com sucesso do primeiro ciclo ou etapa de um curso do ensino superior. Em outros países, contudo, corresponde apenas ao diploma de conclusão do ensino secundário de graduação oficial — e que dará possibilidades de continuar o curso universitário.

## No Brasil
No Brasil, o grau de bacharel é conferido no nível de graduação na maioria das áreas do conhecimento humano, incluindo Ciências Exatas (Engenharia, Física, Matemática, Estatística, Química, etc.), Ciências Humanas (Ciência da Religião, Letras, Filosofia, História, Psicologia, Teologia, etc.), Ciências Sociais Aplicadas (Direito, Sociologia, Antropologia, Ciência Política, Ciências Econômicas, Ciências Contábeis, Administração, Gestão da Informação, Gestão pública, Ciência da Informação, Biblioteconomia, Arquivologia, etc.), Ciências da Saúde (Educação Física, Farmácia, Biologia, Fonoaudiologia, Odontologia, Fisioterapia, Terapia Ocupacional, Enfermagem, etc.), Ciências Náuticas (Náutica ou Máquinas), Ciências Navais (formação de oficiais da Marinha), Ciências Militares (formação de oficiais do Exército), Ciências Aeronaúticas (formação de oficiais da Força Aérea)  e Ciências da Terra (Geografia, Oceanografia, Geologia, etc.), que são obtidos normalmente em cursos superiores que podem durar de três a seis anos, com extensões de mais anos com Especializações, Mestrados, Doutorados e Pós-doutorados. Alguns cursos oferecem duas ou mais habilitações, como na Licenciatura e o bacharelado propriamente dito, o que varia de instituição para instituição. Por esse motivo, alguns duram de nove a dez semestres letivos em média, com cursos de férias que aceleram à formatura. Podem ser oferecidos em faculdades isoladas, centros universitários e grandes universidades (mais de dois centros universitários).
Com o promulgação da Lei nº 13.270, de 13 de abril de 2016, a graduação em curso de medicina deixou de outorgar o grau de "Bacharel em Medicina", passando assim a ter, o graduado nesta esfera do conhecimento, em seu diploma, apenas a denominação "Médico".
No Brasil atualmente existem em torno de 2.359 universidades que oferecem cursos de bacharelado.

### Título Profissional
No Brasil, via de regra, a conclusão do curso de bacharelado dá acesso ao egresso às prerrogativas de diversas profissões regulamentadas, sendo necessário simples registro nos conselhos de classe. Os bacharelados em Administração, Ciências Econômicas, Biblioteconomia, Engenharia, Agronomia, dentre outros, são exemplos disso. Existem, contudo, duas exceções à esta regra, que são os bacharelados em Ciências Jurídicas ou Direito e em Ciências Contábeis ou Contabilidade. Nestes dois casos, após a conclusão do bacharelado, será necessário a realização de um exame de admissão à categoria profissional, a saber:

### Contabilidade
Com a sanção presidencial à Lei 12.249 em 11 de junho de 2010, os bacharéis em ciências contábeis somente serão inscritos no quadro de profissionais do Conselho Federal de Contabilidade (CFC), Órgão regulamentador e fiscalizador da profissão de contador no Brasil, e poderão exercer legalmente a profissão de contador após aprovação em exame de suficiência realizado pelos Conselhos Regionais de Contabilidade. Aos bacharéis em ciências contábeis não aprovados no exame e não inscritos no conselho fica, portanto, vedado o exercício profissional de quaisquer das atividades previstas como privativas dos contadores pelo Decreto-Lei 9.295 de 27 de maio de 1946.

### Direito
No Brasil, para ser advogado, é preciso que, além do título de graduação como bacharel em Direito, obtenha a aprovação no exame da Ordem dos Advogados do Brasil (OAB) e sua regular inscrição nos quadros da ordem. Em 2006, de acordo com o Ministério da Educação, existiam 1 066 cursos de Direito no Brasil.
O bacharel em direito, não-habilitado como advogado, pode portanto exercer funções como a de analista judiciário, ou prestar concursos públicos para nível superior na área do Direito, que geralmente exigem a graduação de bacharel, mas não a inscrição na OAB. Exemplos disso é o cargo de oficial de justiça.

### Interdisciplinar
Há recentes bacharelados interdisciplinares, oferecidos pela UFABC, UFBA, UFJF, UFVJM, UFMA, UNIFAL, UNIFESP e Unilab, que em geral possuem duração de três anos. Corresponde ao Bachelor of Arts americano. O currículo é mais liberal, o que permite o estudante a escolher as disciplinas dentro de grades. O diplomado interdisciplinar pode prestar concursos públicos, seguir carreira acadêmica em um mestrado ou doutorado, ou continuar os estudos para adquirir outro diploma profissional (como medicina, licenciaturas, turismo) com aproveitamento das disciplinas já cursadas.[carece de fontes?]

## Na Itália
A Universidade de Bolonha, uma das mais antigas do mundo, é também uma das primeiras a adotar o regime de ciclos do BI (Bacharelado Interdisciplinar) em seus cursos de graduação, integrando alunos de todos os países do mundo, com o objetivo de compartilhar conhecimento científico e pesquisas.

## Na França
No sistema educativo da França, o baccalauréat não pode ser confundido com o bacharelato. O baccalauréat é o diploma que dá acesso ao ensino superior. Normalmente é obtido com a conclusão dos três anos de liceu, mas pode ser obtido através de um exame realizado por candidatos livres que não tenham obtido a escolarização liceal. Paralelamente ao baccalauréat , existem outros diplomas que dão acesso ao ensino superior, como o diploma de acesso aos estudos universitários (DAEU) ou o certificado de capacidade em direito, normalmente destinados aos adultos. O baccalauréat é considerado um diploma de fim de estudos secundários e um diploma profissional de nível IV da União Europeia.
O bacharelato equivale ao BTS (Brevet de technicien supérieur) com preparação de dois anos nos liceus, e considerado como diploma do ensino superior. Esta formação tem em conta a preparação profissionais, com prática profissional (estágios nas empresas) e exame no final dos dois anos. O bacharelato também existe no ensino universitário francês com o DUT (Diplôme universitaire de technologie) na mesma forma que o BTS.
O DUT permitia antigamente a continuação de estudos na Licenciatura (Licence). Inicialmente, o BTS não o permitia, mas com o sistema europeu LMD, foi aberta aos estudantes do BTS a possibilidade de continuarem estudos no 3.° ano de Licenciatura, depois decisão dos estabelecimentos de ensino superior, a modificação de ramo é possível, tanto para titulares do BTS como do DUT, se ficarem na Licenciatura nos ramos próximos do diploma inicial (BTS/DUT industrial => Licenciatura industrial, mas não pode ir na gestão; BTS/DUT contabilidade => Licenciatura gestão de recursos humanos, ou administração de empresas, ou ensino MEEF).

## Em Portugal
O grau de bacharel foi um grau académico atribuído no âmbito do ensino superior português.
Em 2005, na sequência da reorganização do sistema de graus e diplomas do ensino superior português realizada através da alteração da Lei de Bases do Sistema Educativo pela Lei n.º 49/2005, de 30 de agosto, o grau de bacharel foi extinto.
Até ao início do século XX, o grau de bacharel era o grau concedido a quem tivesse obtido aprovação nos exames de todas as cadeiras de um curso universitário. O grau era concedido automaticamente depois da aprovação na última cadeira e consequente conclusão do curso. Os bacharéis que tivessem tido, pelo menos, a classificação de bom poderiam solicitar a admissão ao acto de licenciatura — o grau universitário seguinte — para o qual teriam que elaborar, apresentar e ser aprovados numa dissertação.
Durante o século XX, o grau de bacharel caiu em desuso no sistema de ensino superior português, passando as universidades a conceder apenas os graus de licenciado, de mestre e de doutor.
Em 1968, o bacharelato foi reavivado, na sequência da reforma dos planos de estudos das faculdades de letras das universidades portuguesas, realizada através do Decreto n.º 48.627 de 12 de outubro. Um dos objetivos desta reforma era o de criar cursos superiores de curta duração, para suprir a falta de professores do ensino secundário. O grau de bacharel passou então a ser concedido aos alunos aprovados nos primeiros três anos dos cursos daquelas faculdades. Os alunos poderiam optar por frequentar os restantes anos dos cursos para obterem o grau de licenciado.
Posteriormente, foram estabelecidos cursos de bacharelato em outras áreas do ensino superior. Estes cursos correspondiam normalmente a três anos de estudos, mas existiam casos de cursos de dois e de quatro anos. Com a criação e o desenvolvimento do ensino superior politécnico, os cursos de bacharelato passaram a existir maioritariamente nos estabelecimentos deste tipo de ensino, mais vocacionados para ministrarem cursos superiores de curta duração. O Ministério da Indústria e Energia entre 1988 e 2005, em parceria com o Instituto Nacional de Engenharia e Tecnologia Industrial fomentou a criação das Escolas Tecnológicas com cursos de nível superior: Denominados bacharelatos profissionais.